# ReliefWeb
ReliefWeb是一个專門提供人道主义資訊的门户网站，成立于1996年。截至2023年7月，它託管了超過一百萬份人道主義局勢報告、新聞稿、評估、指南、評估、地圖和資訊圖表。 該門戶網站是一個獨立的資訊載體，專門為協助國際人道界有效提供緊急援助或救援而設計。 它在人道危機發生時提供訊息，同時強調對「被遺忘的緊急情況」的報導。

## 服务
ReliefWeb透過全天候更新其網站來傳播人道主義訊息。 此外，ReliefWeb透過其電子郵件訂閱服務覆蓋超過168,500名訂閱者，使網路連線带宽較低的用戶能夠可靠地接收資訊。
ReliefWeb每天发布5,000多幅地图和文件，這些內容来自联合国、各国政府、政府间组织、非政府组织、学术界和媒体。此外，一支制图师团队亦協助创建了有關人道主义紧急情况的原始地图。
网站上发布的所有文件均经过分类和存档，用戶可以搜索过去有關应急响应的相關文件。该数据库內有720,000多张地图和文件，當中部分可追溯到1981年。
同時ReliefWeb也會刊登一些求職信息。2017年，包括学术和研究机构、非政府组织、国际组织、政府、红十字與红新月运动和媒体在內的1,605个组织在ReliefWeb上发布了39,336个崗位。

## 外部連結
- 维基共享资源上的相關多媒體資源：ReliefWeb
- 官方网站
- ReliefWeb的X（前Twitter）